# Ópera de cámara
Se denomina Ópera de Cámara a aquellas óperas compuestas para ser interpretadas por una orquesta de cámara en vez de una orquesta completa, caracterizada por la inclusión de pocos personajes, sobrio aparato escénico, limitado número de instrumentos y acciones acotadas para permitir su presentación ante pocos espectadores en un ámbito de dimensiones reducidas.
El término ópera de cámara es utilizado algunas veces para describir pequeñas obras operísticas barrocas, tales como La serva padrona de Pergolesi y Les Arts florissants de Charpentier, las cuales emplean reducidos conjuntos instrumentales y vocales.
El término fue difundido en el siglo XX, para la forma inventada por Benjamin Britten en la década de 1940, cuando la English Opera Group requería trabajos que pudieran llevarse de gira rápidamente y representarse en diversos espacios pequeños. La violación de Lucrecia fue el primer ejemplo de este género. Otros compositores tales como Thomas Adès y Philip Glass, han adoptado desde entonces esta denominación para sus propias obras. Diversas agrupaciones, como la Chamber Made Opera de Australia, se han destacado en la producción de esta clase de trabajos.
La instrumentación de una ópera de cámara es variable, pero Britten definió la suya para una orquesta de catorce músicos, que incluye el rango instrumental completo de una orquesta sinfónica pero interpretada por solistas en vez de secciones.